# Jef Aérosol
Jean-François Perroy, plus connu sous le pseudonyme Jef Aérosol, né à Nantes le 15 janvier 1957, est un artiste pochoiriste français issu de la première vague de street art (art urbain) du début des années 1980.
Il est considéré comme l'un des pionniers historiques de cette  technique artistique.

## Biographie

### Famille et formation
Jef Aérosol réside en banlieue lilloise (Nord) depuis 1984. 

### Carrière
Il peint son premier pochoir à Tours en 1982 et signe d'abord « Jef », puis y adjoint « Aérosol » ainsi qu'une flèche rouge, sur toutes ses peintures, comme une seconde signature.
Il peint des portraits de personnalités comme Elvis Presley, Gandhi, Lennon, Hendrix, Basquiat, Amália Rodrigues, Dylan, Robert Musil, Serge Gainsbourg ou d'anonymes de la rue : musiciens, passants, mendiants, enfants.
En 1985, il participe au premier rassemblement du mouvement graffiti et d'art urbain à Bondy (Île-de-France), à l'initiative des VLP, avec Blek le rat, Futura 2000, Miss Tic, SP 38, Speedy Graphito, Banlieue-Banlieue, Nuklé-Art, Epsylon Point.
Il peint sur les murs de nombreuses villes : Paris, Lille, Lyon, Nantes, île de Ré, Orléans, Tours, Marseille, Brest, Londres, Lisbonne, Venise, Rome, Amsterdam, Chicago, New York, Bruxelles, La Louvière, Zurich, Pékin, Tokyo, Palerme, Dublin, Belfast, Athènes, Istanbul, Izmir, Marrakech, Casablanca, Barcelone, Madrid, Afrique du Sud, New Orleans, Boston, Berlin, Los Angeles, etc. 
Il a collé « Sitting kid » sur la Grande Muraille de Chine.
Dans les années 1990, il est professeur d'anglais au Lycée Louis-Pasteur de Lille (Nord).
Il a réalisé une fresque sur la façade du musée Robert Musil à Klagenfurt (Autriche), en novembre 2010.
Sa présence muséale a également été appréciée. Une exposition personnelle lui est consacrée en 2011 au musée des Avelines (Saint-Cloud). Un polyptyque de ses œuvres est présenté lors de l'exposition Babel (2012) au palais des beaux-arts de Lille. Il est invité par l'ambassade de France au Japon, à Tokyo, pour participer à la manifestation No man's land exposition, (novembre 2009 - février 2010), en compagnie d'artistes japonais et français, dont Monsieur Chat, Speedy Graphito, Christian Boltanski, Claude Lévêque et Georges Rousse.
En 2011, Jef Aérosol réalise place Igor-Stravinsky, au cœur de Paris, une œuvre au pochoir de très grande taille, avec une superficie de 350 m2. Intitulée Chuuuttt !!!, elle est située face à la fontaine de Jean Tinguely et Nikki de Saint-Phalle, à quelques dizaines de mètres du Centre Georges-Pompidou.
En 2012, il célèbre ses trente ans de pochoir ! À cette occasion, la galerie Magda Danysz (Paris - Shanghaï) organise hors les murs une exposition rétrospective à Orléans, à la collégiale Saint-Pierre-le-Puellier (juin-juillet 2012). Un livre Parcours fléché sort en mars 2013 à l'occasion de cet anniversaire (éditions Alternatives).
En 2016, il expose ses œuvres à la maison Triolet-Aragon au moulin de Villeneuve près de Paris.
Parmi ses autres fresques de grand format, on peut noter : Miossec (Brest), Hendrix (La Louvière, Belgique), Ray Charles & Otis Redding (La Rochelle), Electric City : Basquiat, Warhol, Haring (Le Havre), MIN (Lomme - Lille), This world is your world (CHU de Bordeaux), Favela Smile (Rio de Janeiro), Aimé Césaire (Sarcelles), Northeastern (Boston), Stanislas (Nancy), City Kids (Évry), etc.
En 2022, Jef Aérosol fête ses 40 ans de pochoirs et signe une exposition de 600m² et plus de 300 œuvres originales avec la Galerie Mathgoth dans le 13ème arrondissement de Paris.
En octobre 2023, le Musée de l'Hospice Comtesse (Lille) présente l'exposition "Stories" (rétrospective du travail de Jef Aérosol) qui attire 56 000 visiteurs en 3 mois. Un catalogue disponible en librairie est édité à l'occasion de cet évènement.

Chuuuttt !!!, sur le pignon d'un immeuble bordant au nord-ouest la place Igor-Stravinsky.
Le syndicat d'initiative de Marquette-lez-Lille, décoré par Jef Aérosol en 2019
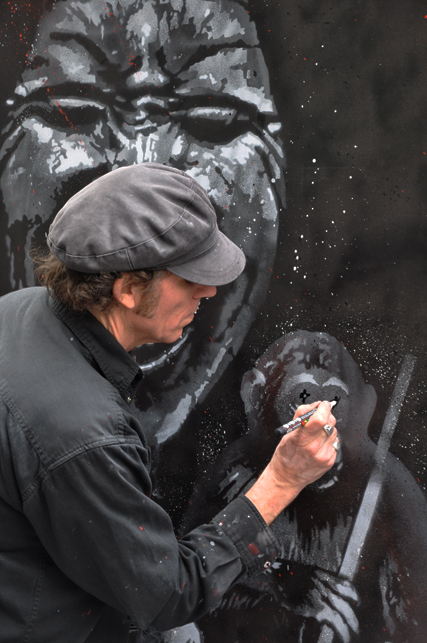
Jef Aérosol à Paris en 2010.

## Filmographie
- Il a participé au film de Nicolas Engel, La Copie de Coralie.
- Un film de 26 minutes réalisé par Manuela Dalle, tourné en 2009 et diffusé sur Arte en 2010, dans la série l'Art et la Manière est consacré à son travail.
- Il a réalisé une fresque décor à Bruxelles pour le film de Martin Provost avec Yolande Moreau Où va la nuit tourné en France et en Belgique, en avril-mai 2010[14].

## Musique
- Musicien, il a joué, tourné et enregistré avec les Windcatchers, Miscellany, Open Road (Duo avec François Borne) et Distant Shores[15]).
- Il réalise les pochettes des albums :  Get Closer des rouennais BBC, de l'album solo d'Henry Padovani I Love Today, du premier album de L.E.J, du retour de Louise Attaque avec l'album Anomalie, du coffret 24 CD de Léo Ferré (Universal) etc.